# Angelsaksere
Angelsakserne er en gruppe af germanske stammer, anglerne og sakserne. De kom fra henholdsvis Angel (i dag en del af Slesvig-Holsten) og Sachsen (omtrent Niedersachsen i dagens Nordtyskland) som blev dominerende i det område, som er dagens England fra midten af det 4. århundrede. De slog sig ned i Brittania, den romerske provins. Det er fra angelsakserne, den moderne engelske nation udviklede sig. ("England" betød "Anglernes land". De tog det gammelsaksisk/gammelnedertyske sprog med sig, som udvikledes til dagens engelsk.

## Definition
Begrebet "angelsaksisk" går tilbage til kong Alfred den stores tid. Han skulle have brugt titlerne rex Anglorum Saxonum og rex Angul-Saxonum. Man mener, at det kan stamme fra sammenlægningen af de forskellige kongedømmer i England under Alfred i 886. 
Beda nævner i sin kirkehistorie (b.I, kap. 15) at folkene i de nordlige kongedømmer (East Anglia, Mercia, Northumbria m.fl.) var anglere, dem i Essex, Sussex og Wessex nedstammede fra saksere og dem i Kent og det sydlige Hampshire nedstammede fra jyder. Hos andre tidlige forfattere er der ikke en sådan skillelinje, og hverken i sprog eller skikke er der nævneværdige forskelle mellem anglere og saksere, mens jydernes efterkommere i Kent var anderledes. Forfattere fra Wessex beskrev regelmæssigt deres nation som en del af Angelcyn og omtalte deres sprog som Englisc. Kongefamilien i Wessex hævdedes at være af samme afstamning som den i Bernicia i Northumbria. 
Det er muligt at Bedas skillelinje bare er trukket ud fra navnene på rigerne (Essex – østsaksere, Wessex – vestsaksere osv.), men oprindelig er der utvivlsomt tale om forskellige folkegrupper. På et tidligt tidspunkt, muligvis allerede før den saksiske hovedinvasion, var de to grupper vokset sammen til en. 
Udenfor England var begrebet Angli Saxones som navn på én folkegruppe i brug allerede et århundrede før Alfred den store; Paul diakonen brugte begrebet i et af sine skrifter. Men det menes, at han der ikke tænker på angelsaksere som forenet gruppe, men på sakserne i England i modsætning til sakserne på kontinentet.

## Invasionerne
I 410 modtog den vestromerske kejser Honorius en bøn om hjælp fra briterne mod germanske og keltiske plyndringstogter. Kejseren svarede, at de måtte "ordne egne sager", og året regnes derfor som afslutningen på det romerske Britannien. I det magtvakuum, som opstod, kom anglere og saksere til øen, først og fremmest til syd- og østkysten. 
Den tidligste udvikling kendes kun gennem legender, som blandt andet Beda har genfortalt. Vortigern, leder for briterne, som i romernes fravær var blevet selvstyrende, skulle have givet jyden Hengest området Thanet i Kent til odel og eje. Til gengæld skulle denne støtte briterne mod keltere og andre germanere. Historierne er lidt uklare om, hvordan anglerne og sakserne kom med i denne alliance, men de må have gjort det på et tidligt tidspunkt. Modstanden skal først have været ledet af Ambrosius Aurelianus og derefter af kong Arthur. I slaget ved Mons Badonicus skulle han have formået at stoppe invasionerne. 
I omkring 590 hvor kilderne er bedre, var briternes skæbne fortsat uvis. Den keltiske konge Urien af Rheged belejrede Lindisfarne, kongeriget Bernicias bedst befæstede sted. Andre keltere havde sejret i slaget ved Fethanleag (nord for Banbury i Oxfordshire). Urien blev myrdet af en rival, og med ham faldt den keltiske offensiv sammen. Angelsakserne, som nu fremstår mere som en sproglig og kulturel enhed, sikrede dermed kontrol over dagens England. Det walisiske navn på England er Lloegyr, "de tabte lande", noget en del forskere mener kan have sammenhæng med dette keltiske nederlag.
Processen er kendt som den saksiske erobring, men det er et upræcist udtryk. Andre stammer som anglerne, jyderne, frisere og muligvis frankere tog del i erobringen. De forskellige stammer oprettede kongedømmer, og heptarkiet opstod – syv angelsaksiske kongeriger som dominerede England. 
Den romersk-britiske befolknings skæbne er uvis. Gildas den vise skrev, at de blev myrdet omtrent til sidste mand. Moderne historikere mener, at de stort set overlevede, men at mange havnede i slaveri eller blev tjenere under anglere og saksere. Da man får nogenlunde sikre kilder, står det klart, at de oprindelige briter kun fandtes i Cornwall, Wales, og i Strathclyde i dagens Skotland. 

### Nye teorier om invasionerne
I nyere tid har enkelte historikere påpeget, at der ikke findes arkæologiske beviser, som støtter teorien om en eller flere større invasioner. De mener derfor, at det er tale om, at anglere, saksere og andre indvandrere gradvis blev blandet med den lokale befolkning. Studier af sprog og genetisk opbygning har ikke ført til noget gennembrud i forskningen, men stadig flere hælder mod en gradvis absorbering af indvandrede stammer.

## Sprog
Angelsaksisk, som også kaldes oldengelsk, fordi det er en forløber for moderne engelsk, er sproget som blev talt under Alfred den store, og som fortsatte som fællessprog i England, til normannerne tog magten i 1066. Sproget fandtes også længe før. Det var Bedas modersmål, og han skrev på angelsaksisk og oversatte flere værker til det.
Det angelsaksiske sprog var udviklet fra oldsaksisk og tæt beslægtet med nedertysk.
Sproget ligger tættere på tidlige germanske sprog end middelengelsk; den største forskel er, at dette er betragteligt mere latiniseret.

## Arkitektur
Der findes få bevarede eksempler på angelsaksisk arkitektur. Mindst 15 kirker er af angelsaksisk oprindelse, og mange flere kan være det, men i de fleste tilfælde har senere ombygninger fjernet det meste af den oprindelige arkitektur. 
Distinkte træk i angelsaksisk arkitektur er brug af ujævne tegl og ekstremt tykke vægge. Vinduerne var normalt buet øverst, men kunne også være firkantede eller trekantede. I de tidligste kirker finder man meget genbrugt romersk materiale. 
Langt de fleste bygninger var af træ, men kun i et enkelt tilfælde, sognekirken i Greensted-juxta-Ongar, St. Andrew's Church, er de oprindelige trævægge bevaret. Materialet er egeplanker lavet ved at splitte stammen med økse. Også denne kirke er ombygget: midterpartiets trævægge er angelsaksiske, koret er normannisk og tårnet i vestenden er moderne, men man får alligevel et godt indtryk af, hvordan den var.

## Kunst
Angelsaksisk kunst er lidet kendt før Alfred den store (871–899). Den overlevede en tid efter normannernes invasion til begyndelsen af det 12. århundrede, da romansk stil tog over som stilart. Før Alfreds tid finder man en blandingsstil, kaldt hiberno-saksisk kunst, som blander angelsaksiske og keltiske elementer. 
De største eksempler på angelsaksisk kunst som er bevaret findes i illuminerede manuskripter. Blandt de vigtigste er St. Æthelwolds Benedictionale, Leofric-missalet og Harley-psalteret. St. Æthelwolds manuskript blander hiberno-saksisk, karolingisk og byzantinsk stil, mens Harley-psalteret er en efterligning af det karolingiske Utrecht-psalteret. Harley-psalteret er i en "renere" angelsaksiskstil, kendt som Winchesterstilen. 
Et andet meget kendt eksempel er Bayeux-tapetet. Det forbindes mest med normannerne, da det viser Wilhelms erobring af England, men kunstnerne var angelsaksere som arbejdede i deres egen traditionelle stil. Det reflekterer også stilen i malerkunsten. Der findes også nogle få bevarede eksempler på kalkmalerier, lavet i elfenben og sten, metalarbejde og emalje.

## Religion
Angelsaksernes oprindelige religion var germansk mytologi, med nær tilknytning til nordisk religion. Man finder spor af deres guders navne i ugedagene, på samme måde som på dansk:
- Tiw (Tyr), Tuesday (tirsdag)
- Woden (Odin), Wednesday (onsdag)
- Þunor (Thor), Thursday (torsdag)
- Frige (Freja), Friday (fredag)

Kristendommen var i England allerede i romersk tid, og angelsakserne kom hurtigt i kontakt med både romersk og keltisk kristendom. Den første angelsakser, som blev ærkebiskop af Canterbury, var Bertwald, som blev udnævnt i 693. Mange lod sig omvende, og i løbet af 8. og 9. århundrede blev kristendommen den dominerende og senere eneste religion blandt angelsakserne. Da de skrivekyndige først og fremmest var blandt munke, blev kun lidt bevaret af den gamle religion, så der i dag ikke findes noget samlet billede af den. Blandt de klareste referencer er love, hvor forskellige hedenske skikke forbydes; de beskrives da så godt, at man kan danne sig et billede af dem.